# Pinonfruchttaube
Die Pinonfruchttaube, auch Nacktaugen-Fruchttaube oder Rotaugen-Fruchttaube, (Ducula pinon) ist eine Art der Taubenvögel. Sie kommt in mehreren Unterarten auf einigen südostasiatischen Inseln vor. Ihr Name ähnelt im deutschen dem der Nacktaugentaube und auch das Verbreitungsgebiet der beiden Taubenarten überlappt sich. Die Nacktaugentaube gehört jedoch zu den Bergtauben.

## Erscheinungsbild
Die Pinonfruchttaube erreicht eine Körperlänge von 44 bis 48 Zentimetern. Sie ist damit etwas größer als eine Ringeltaube. Ein Geschlechtsdimorphismus ist nicht vorhanden. Die Wachshaut ist befiedert und bewirkt, dass das Profil der Taube sehr gradlinig wirkt. Der Schnabel ist sehr groß und wird durch die nur flach abfallende Stirn noch betont. Die sehr breiten, unbefiederten und roten Augenringe haben zu der Bezeichnung Nacktaugen-Fruchttaube geführt.
Das Gefieder ist am Vorder- und Oberkopf hellgrau. Die Rest des Kopfes ist rosa überhaucht. Das Hals-, Brust- und Mantelgefieder ist von einem etwas dunkleren Grau. Der Rücken und der Bürzel sind silbrig grau. Die Flügel sind dunkel schiefergrau. Die einzelnen Federn sind hier hellgrau gesäumt, so dass auf den Flügeldecken ein auffälliges geschupptes Muster entsteht. Der Bauch ist rotbraun. Die Unterschwanzdecken sind von kastanienbrauner Farbe.

## Verbreitung und Verhalten
Die Pinonfruchttaube kommt ausschließlich auf Neuguinea und einigen der angrenzenden Inseln vor. Zum Verbreitungsgebiet gehören die Inseln Misool, Salawati, Batanta, Waigeo, Aru, Yapen, Kairiru, die Schouten-Inseln, Manam, Karkar, Bagabag (Papua-Neuguinea), Goodenough, Fergusson, Misima, Tegua und Rossel. Sie ist in Teilen dieser Verbreitungsgebiets eine sehr häufige Art und gewöhnlich die häufigste große Taubenart. Auf Karkar ist sie allerdings möglicherweise inzwischen ausgestorben.
Sie lebt überwiegend einzeln oder in Paaren. Tragen jedoch einzelne Bäume besonders reichlich Früchte, kann es hier zu einer Ansammlung von Nacktaugen-Fruchttauben kommen. Sie ist eine ziemlich auffallende Art, die besonders häufig am Morgen und am Abend auffällt, wenn sie zwischen ihren Nahrungsgründen und ihren Ruheplätzen wechselt. Sie sucht auch einzelne fruchttragende Bäume auf, die isoliert in Kulturlandschaften stehen. Ihr Nahrungsschwerpunkt sind Früchte. Feigen spielen in ihrer Ernährung eine besonders große Rolle. Sie brütet im Zeitraum Mai bis Februar und hat damit einen sehr lang währenden Fortpflanzungszeitraum. Das Nest ist eine nur lose zusammengefügte Plattform in den Baumkronen und befindet sich regelmäßig 11 bis 18 Meter über dem Erdboden. Das Gelege besteht aus nur einem Ei.

## Unterarten
Es sind drei Unterarten bekannt:
- Ducula pinon pinon (Gaimard, 1823)[4] kommt auf Raja Ampat, den Aru-Inseln, Vogelkop, dem südlichen Neuguinea sowie der Nordküste des südöstlichen Neuguineas vor.
- Ducula pinon jobiensis (Schlegel, 1871)[5] ist auf Yapen bis zur Cenderawasih-Bucht, dem nördlichen Neuguinea und auf Manam, auf Bagabag und auf Karkar verbreitet.
- Ducula pinon salvadorii (Tristram, 1882)[6] ist auf den D’Entrecasteaux-Inseln und Louisiade-Archipel verbreitet.

Carpophaga pinon (Q. G.) var. rubiensis Meyer, AB, 1884 wird heute als Synonym zur Nominatform betrachtet.

## Etymologie und Forschungsgeschichte
Die Erstbeschreibung der Pinonfruchttaube erfolgte 1823 durch Joseph Paul Gaimard unter dem wissenschaftlichen Namen Columba Pinon. Als Fundort gab er Rawak, eine kleine unbewohnte Insel nördlich von Waigeo an. 1836 führte Brian Houghton Hodgson die neue Gattung Ducula ein. »Ducula« leitet sich vom nepalesischen Wort »Dukul« für die Großen Fruchttauben ab. Der Artname »Pinon« ist Rose de Freycinet geb. Pinon gewidmet. »Salvadori« ehrt Tommaso Salvadori. »Jobiensis« bezieht sich auf den Fundort »Yapen«. »Rubiensis« bezieht sich »Rubi«, einen Ort der ganz im Süden der Cenderawasih-Bucht in Westneuguinea liegen soll.

## Belege

### Weblink
- Ducula pinon in der Roten Liste gefährdeter Arten der IUCN 2013.2. Eingestellt von: BirdLife International, 2012. Abgerufen am 17. März  2014.
- Pinonfruchttaube (Ducula pinon) bei Avibase
- Pinonfruchttaube (Ducula pinon) auf eBird.org
- xeno-canto: Tonaufnahmen – Pinonfruchttaube (Ducula pinon)